# Chelonus salicis
Chelonus salicis är en stekelart som beskrevs av Mccomb 1968. Chelonus salicis ingår i släktet Chelonus och familjen bracksteklar. Inga underarter finns listade i Catalogue of Life.